# Dompcevrin
Dompcevrin è un comune francese di 352 abitanti situato nel dipartimento della Mosa nella regione del Grand Est.

## Storia

### Simboli
Lo stemma è stato adottato dal comune l'11 settembre 2014.
La lira, strumento che accompagna il canto, è un richiamo a san Sinforiano, patrono della parrocchia, il cui nome deriva da  Symphoros, “accompagnato“. Il suo martirio, avvenuto ad Autun verso il 178, è rimarcato dal colore rosso dello sfondo.
Il forno da calce rappresenta quelli che furono attivi in città dal 1907 al 1971.
La roccia è ripresa dallo stemma della prevostura di Saint-Mihiel da cui il paese dipendeva (d'azzurro, a tre rocce d'argento).

## Società

### Evoluzione demografica
Abitanti censiti